# Hollingbourne
Hollingbourne – wieś w Anglii, w hrabstwie Kent, w dystrykcie Maidstone. Leży 8 km na wschód od miasta Maidstone i 60 km na południowy wschód od centrum Londynu. W 2001 miejscowość liczyła 858 mieszkańców.